# تینو سابادینی
تینو سابادینی (فرانسوی: Tino Sabbadini‎; ۲۱ اوت ۱۹۲۸ – ۷ نوامبر ۲۰۰۲) دوچرخه‌سوار اهل فرانسه بود.